# Comte de Strathearn

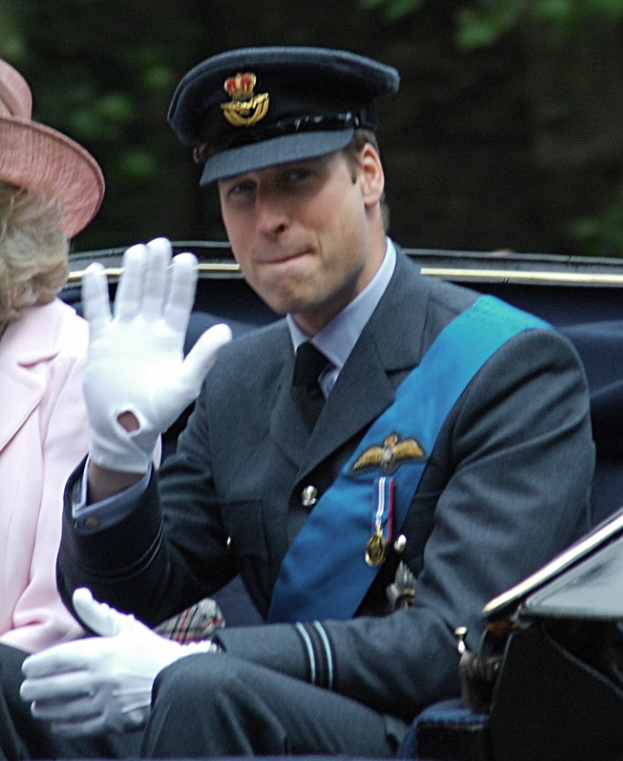
Le prince William, actuel comte de Strathearn.

Comte de Strathearn est un titre créé plusieurs fois dans la pairie d'Écosse, mais qui fut, à partir du XIIe siècle, un titre porté par les successeurs des mormaers de Strathearn, seigneurs du territoire de Strathearn (en anglais Earldom of Strathearn). Le Strathearn composait avec le Menteith l'une des sept provinces traditionnelles pictes celle « Stradeern et Mended  » qui était considérée comme le centre du royaume picte de Fortriú .

## Histoire du titre

Armes du prince William, comme comte de Strathearn et chevalier de l’ordre du Chardon.

L’origine des mormaers celtiques de Strathearn est inconnue mais leur lignée s’est poursuivie sans interruption jusqu’à la confiscation de leur domaine par le roi David II Bruce.
La première mention d’un mormaer de Strathearn est de 1114. Le premier mormaer historiquement attesté est Maol Íosa ou Malise Ier, mentionné comme le chef du contingent de Scots combattant aux côtés du roi David Ier d’Écosse en 1138 lors de la bataille de l'Étendard. Après la défaite, il doit donner un de ses fils comme otage.
Le dernier héritier de cette lignée, Malise ou Maol Íosa V († vers 1350), le 8e comte, qui était également devenu par héritage des titres de comte des Orcades et comte de Caithness en 1330, s’oppose au parti du roi David Bruce dans le conflit qui oppose les partisans de ce dernier à Édouard Balliol
Maol Íosa V renonce à son territoire et son titre de Strathearn après avoir combattu du côté écossais à la bataille de Halidon Hill (1133). En 1339, il est acquitté de la charge de trahison, et en 1344, alors qu'il essaie de récupérer le titre, il est à nouveau acquitté, mais la perte du titre est jugée légale.
Entre-temps, le roi Édouard Balliol les donne à son cousin John de Warenne (1286-1347), 7e comte de Warenne (ou de Surrey, Sussex), son gardien et tuteur durant sa minorité. Peu après, Warenne s'identifie comme « comte de Surrey et Sussex et comte de Strathearn ». Il porte le titre probablement jusqu'à ce que son cousin soit définitivement déposé en 1336.
Le 31 octobre 1343, le roi David II d'Écosse donne le titre et les terres de Strathearn à Maurice de Murray (de Moravia), qui est un de ses partisans. Il avait épousé Joanna Menteith († après 1364), veuve du comte de Strathearn Maol Íosa IV (Malise IV) (1275/80-1328/30).
Après la mort de celui-ci, en 1346, le titre est donné, en 1357, au futur roi Robert II Stuart puis après son accession au trône, à ses descendants jusqu’à l’exécution de Walter Stuart, 1er comte d'Atholl, en 1437.
En 1629, William Graham, 7e comte de Menteith, principal conseiller du roi Charles Ier, roi d'Angleterre et d'Écosse, entreprend de faire valoir ses droits à la succession au titre de Strathearn, dont il estime que son ancêtre Malise Graham a été injustement privé. Le roi n'y voit aucun problème et le créé comte de Strathearn en juillet 1631. Mais cette manœuvre lui attire l'hostilité d'un grand nombre de propriétaires terriens de l'aristocratie écossaise. Ils se joignent aux ennemis que Graham s'est faits à la cour afin de comploter sa perte. Ils réussissent à faire croire au roi que Graham pourrait avoir une revendication plus légitime que lui au trône d'Écosse, et qu'il pourrait essayer de s'emparer du trône. En conséquence, Charles Ier oblige Graham à rendre ses deux titres de Menteith et Strathearn. Il est créé comte d'Airth en janvier 1633.

## Mormaers & comtes celtiques de  Strathearn
- Vers 1138 : Máel Íosa Ier de Strathearn

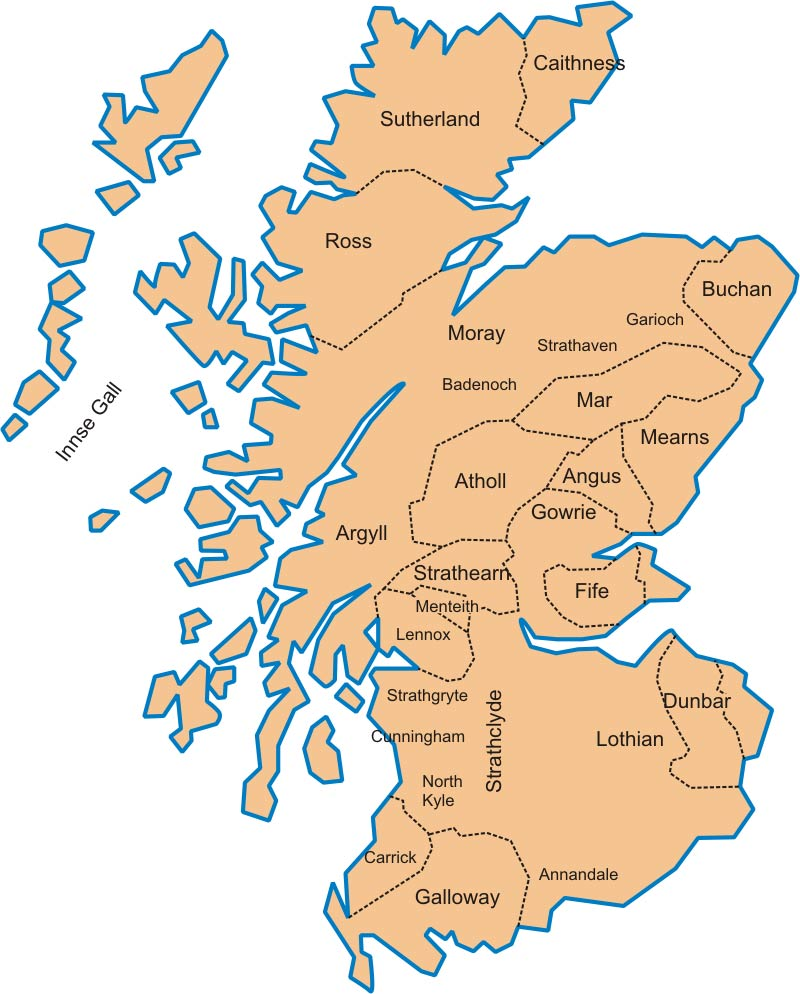
Carte des principales seigneuries d'Écosse vers 1230.

- Vers 1160 : Ferthet ou Ferchar(d) de Strathearn
- 1171-v.1223 : Gille Brigte (Gilbert) de Strathearn
- v.1223-1245 : Robert de Strathearn
- 1245-1271 : Máel Íosa II de Strathearn ;
- 1271-v.1317 : Máel Íosa III de Strathearn (v.1261-1317 ou avant), fils du précédent ;
- v.1317-v.1329 : Máel Íosa IV de Strathearn (1275/80-1328/30), fils du précédent ;
- v.1329-1333 : Máel Íosa V de Strathearn († vers 1350), comte des Orcades et de Caithness. Fils du précédent.

## Comte de Strathearn

### Première création (1333)
- 1333-1336? : John de Warenne (1286-1347), 7e comte de Warenne (ou de Surrey, Sussex), gardien et tuteur du roi Édouard Balliol durant sa minorité. Il porte le titre probablement jusqu'à ce que son cousin soit définitivement déposé en 1336.

### Deuxième création (1343)
- 1343-1346 : Maurice de Moray ou Moravia († 1346), époux de la veuve de Maol Íosa IV.

### Troisième création (1357)
- 1357-1371 : Robert Stuart (1316-1390), monte sur le trône en 1371 sous le nom de Robert II. Il recrée le titre pour son fils.

### Quatrième création (1371)
- 1371-1386? : David Stuart († 1386?), 1er comte de Caithness, fils de Robert II d'Écosse ;
- 1386/90-1415 : Euphemia Stuart (en) († 1415), comtesse de Strathearn, sa fille ;
  - v.1406-1413 : Patrick Graham († 1413), époux d'Euphémia[9] ;
- 1415-1427 : Malise Graham (1406/13-1490), fils de la précédente, comte de Strathearn puis comte de Menteith. Son titre est confisqué et donné à Walter Stuart, son tuteur qui dirigeait de facto le domaine de Strathearn.

### Cinquième création (1427)
- 1427-1437 : Walter Stuart (exécuté en 1437), comte d'Atholl, 1er comte de Caithness, fils de Robert II d'Écosse, comte de  Strathearn.

### Sixième création (1631)
- 1631-1632 : William Graham (en) (1591-1661), 7e comte de Menteith, puis 1er comte d'Airth.

### Septième création (2011)
En 2011, le titre est recréé à l'occasion du mariage du prince William. Le titre est subsidiaire à celui de duc de Cambridge.
- William de Galles, prince de Galles, duc de Cambridge, comte de Strathearn, baron Carrickfergus

## Ducs de Strathearn
Le titre de « duc de Strathearn » n'a jamais été créé seul mais toujours en combinaison avec un autre territoire, pour des membres de la famille royale britannique.
Voir :
- Duc de Cumberland et Strathearn
- Duc de Connaught et Strathearn
- Duc de Kent et Strathearn

## Sources
- (en) John L. Roberts Lost Kingdom. Celtic Scotland and the Middle Ages Edinburgh University Press 1997  (ISBN 0-7486-0910-5).